# Denkmal für die Opfer des Faschismus (Neuruppin)

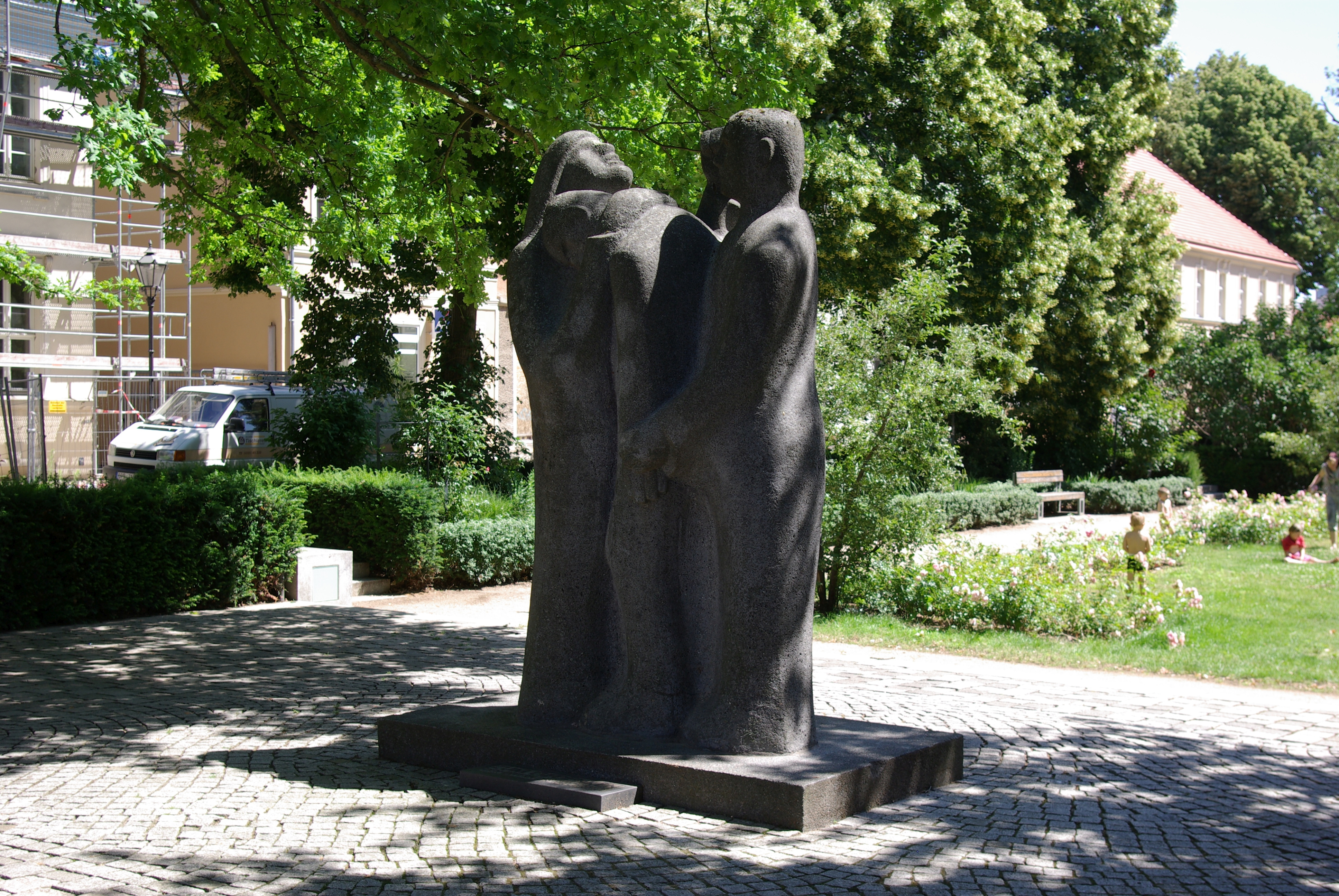
Ehrenmal (2014); im Hintergrund ist das Alte Gymnasium und rechts der Rosengarten zu sehen

Das Denkmal für die Opfer des Faschismus (auch kurz: OdF-Denkmal) in Neuruppin würdigt die Leidtragenden unter dem Nationalsozialismus. Es steht am Schulplatz vor dem Rosengarten, südlich des Alten Gymnasiums. Die denkmalgeschützte Skulptur aus anthrazitfarbenem Steinguss wurde vom Bildhauer Horst Misch (Potsdam) entworfen und im Jahr 1981 eingeweiht. Dargestellt ist eine Gruppe aus drei überlebensgroßen Figuren auf einer rechteckigen Sockelplatte. Davor befindet sich eine Inschrifttafel. Das heutige Ehrenmal ist der Nachfolger des früheren Gedenksteins, der hier 1947 aufgestellt worden war.
Zum 27. Januar, dem Tag des Gedenkens an die Opfer des Nationalsozialismus, findet hier regelmäßig eine Kranzniederlegung statt. Weiterhin wird hier auch anderer Ereignisse gedacht, wie beispielsweise des rechtsextrem motivierten Anschlags in Hanau. Unter dem Eindruck des Treffens von Rechtsextremisten in Potsdam 2023 fand das Gedenken im Jahr 2024 in einem erweiterten Rahmen statt. Dazu gehörte neben der Kranzniederlegung ein Demonstrationszug zu Stolpersteinen der Stadt, sowie ein im Museum Neuruppin gezeigter Dokumentarfilm („Liebe Angst“) und das nachfolgende Gespräch zwischen der Protagonistin Kim Seligsohn und der Leiterin des Museums Maja Peers.